# Finanzamt Trier

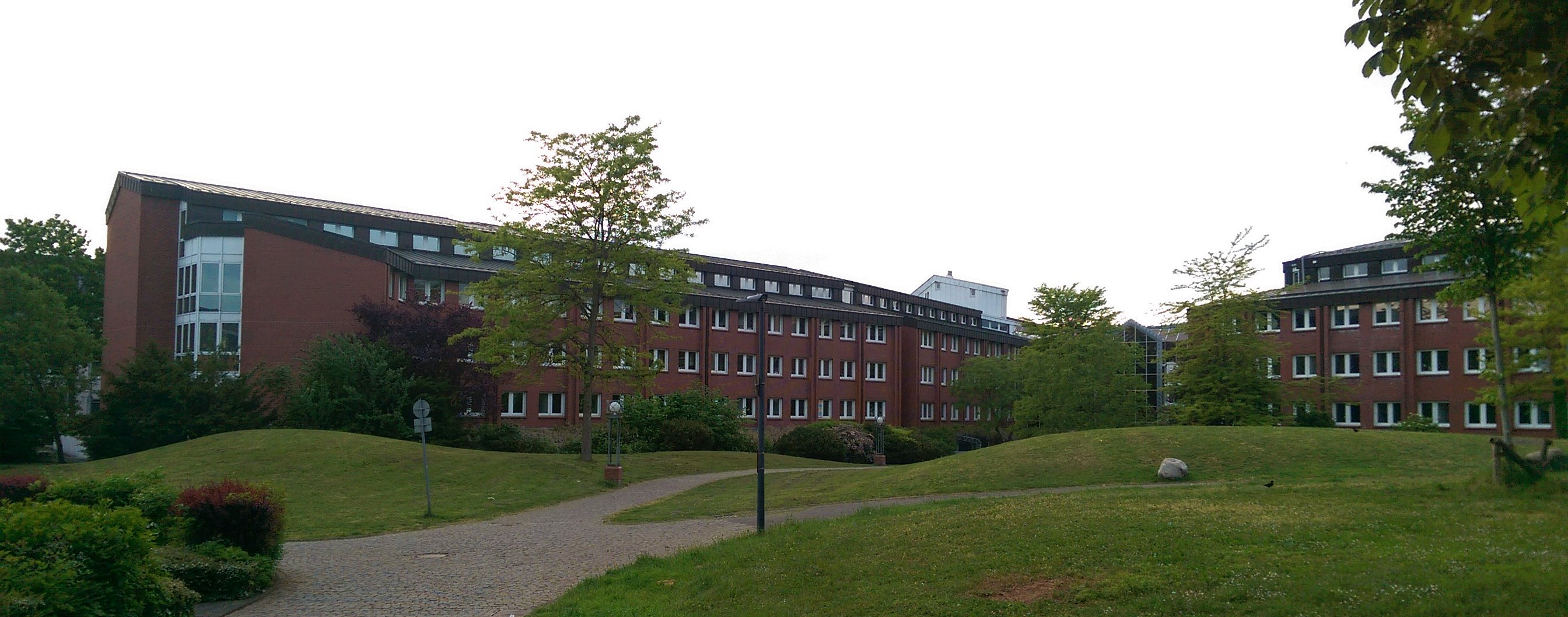
Finanzamt Trier

Das Finanzamt Trier ist einer von 23 Finanzamtsbezirken in Rheinland-Pfalz, er untersteht dem Landesamt für Steuern in Koblenz. Das Finanzamt hat etwa 400 Bedienstete und befindet sich in einem 1991 fertiggestellten Neubau in Trier-Süd.

## Zuständigkeit

### Bundesweite Zuständigkeit
Es besteht eine bundesweite Zuständigkeit für die Umsatzsteuer im Königreich Belgien ansässiger Unternehmer (§ 1 Abs. 1 Nr. 1 der Umsatzsteuerzuständigkeitsverordnung). Diese Umsatzsteuer macht etwa 30 Prozent des Steueraufkommens des Finanzamtes Trier aus.

### Landesweite Zuständigkeit
Das Finanzamt ist in Rheinland-Pfalz landesweit zuständig für die Verwaltung der Wohnungsbauprämie.

### Zentralisierte überregionale Zuständigkeiten
Für die Finanzamtsbezirke Trier, Bitburg-Prüm, Daun, Bernkastel-Wittlich und Idar-Oberstein:
- Grunderwerbsteuer
- Strafsachenstelle
- Steuerfahndung
- Liquiditätsprüfer
- Großbetriebsprüfung
- Land- und forstwirtschaftliche Betriebsprüfung

### Zuständigkeit in der Region Trier
- Stadt Trier und Landkreis Trier-Saarburg mit ca. 240.000 Einwohnern
- Spielbankaufsicht

## Steueraufkommen
Dem Jahresbericht 2011 zufolge belief sich das gesamte Steueraufkommen des Finanzamts Trier im Jahr 2011 auf ca. 1,47 Milliarden Euro, im Jahre 2012 waren es etwa 1,578 Milliarden Euro. Erstmals wurde im Jahre 2006 die Ein-Milliarden-Grenze überschritten.

## Geschichte

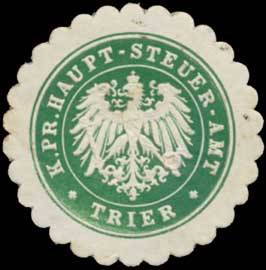
Siegelmarke K.Pr. Haupt-Steuer-Amt Trier

Mit der Erzbergerschen Reform wurden 1920 reichseinheitlich Finanzämter geschaffen. Für die kreisfreie Stadt Trier und den Landkreis Trier war dies das Finanzamt Trier. Es war dem Landesfinanzamt Köln nachgeordnet. Es löste die preußischen Steuerbehörden in Trier ab. Im Rahmen der Rheinlandbesetzung kam es zu Beschlagnahmungen von Steuergeldern und einer zeitweisen Schließung des Finanzamtes Trier. Im Zweiten Weltkrieg wurde das Gebäude des Finanzamts Trier „St. Barbaraufer 2“ durch einen Fliegerangriff am 23. Dezember 1944 zerstört. Das Finanzamt Saarburg wurde am 1. November 1974 aufgelöst und seine Aufgaben auf das Finanzamt Trier übertragen.

## Netzwerk Erfolgsfaktor Familie
Das Finanzamt Trier ist Mitglied des Unternehmensnetzwerks „Erfolgsfaktor Familie“. Ziel des Netzwerks ist es, die Vereinbarkeit von Familie und Beruf zu verbessern. Träger sind das Bundesministerium für Familie, Senioren, Frauen und Jugend und der Deutsche Industrie- und Handelskammertag in Berlin. Die Europäische Union unterstützt das Projekt.

## Lokales Bündnis für Familie
Am 8. September 2010 unterzeichnete der Leiter des Finanzamtes Trier, Jürgen Kentenich, die Gründungserklärung „Lokales Bündnis für Familie Trier“ gemeinsam mit dem Stadtvorstand, Vertretern der Kammern, des Einzelhandels, des Gewerkschaftsbunds, der großen Arbeitgeber in Trier, des Arbeitsamts, sozialer Organisationen und der Hochschulen.

## Vorsteher des Finanzamtes
- Hermann von Bertrab (1920–1943)
- Ferling (1945–1947)
- Johannes Maria Hemmes (1947–1968)
- Otto Zipperlen (1968–1974)
- Josef Stockhausen (1974–1993)
- Albert Blümling (1993–1997)
- Werner Nägler (1997–2003)
- Jürgen Kentenich (2003–2017), zul. Leitender Regierungsdirektor
- Michael Spira (akt.)